# Zdzisław Lipiński
Zdzisław Lipiński (ur. 9 września 1922 w Bydgoszczy, zm. 12 kwietnia 2013 w Gnieźnie) – ksiądz i wykładowca, od 26 października 2006 Honorowy Obywatel Miasta Bydgoszczy.
Naukę rozpoczął w jednym z bydgoskich gimnazjów. W czasie II wojny światowej był harcerzem i studentem tajnego seminarium duchownego. Aresztowany i torturowany przez Gestapo. Ponieważ w ciągu 6 miesięcy Niemcom nie udało się wydobyć od niego żadnych cennych informacji, został umieszczony w obozie koncentracyjnym Mauthausen. Po dwóch latach obóz został oswobodzony przez żołnierzy Armii Czerwonej (chyba Armii amerykańskiej!!) , a Zdzisław Lipiński wyjechał do Paryża i podjął formację seminaryjną. Po otrzymaniu święceń kapłańskich w 1951 postanowił rozpocząć studia z zakresu filozofii. Następnie wrócił do ojczyzny i rozpoczął pracę wykładowcy w szczecińskim i gnieźnieńskim seminarium duchownym.
Wieloletni działacz na rzecz upamiętnienia bydgoskich ofiar z okresu II wojny światowej. Ufundował tablicę z nazwiskami profesorów wymordowanych w fordońskiej Dolinie Śmierci, a także tablicę upamiętniającą męczeństwo prefektów bydgoskich gimnazjów. W uznaniu tych zasług 26 października 2006 Rada Miasta Bydgoszczy nadała księdzu tytuł Honorowego Obywatela Bydgoszczy.